# Mark Thurop Van Orman
Mark "Thurop" Ashton Van Orman (Norfolk, Virginia; 26 de abril de 1976) es un escritor de televisión estadounidense, director, dibujante, productor, animador, artista de guion gráfico, director de guion gráfico, cantante y actor de voz.

## Carrera
Es conocido por ser el creador de la serie animada Las maravillosas desventuras de Flapjack, en la que dio voz al personaje titular. Estudió animación en el Instituto de las Artes de California.
Fue artista de guion gráfico y coescritor para las series Camp Lazlo, Las chicas superpoderosas  y Las sombrías aventuras de Billy y Mandy. También fue productor supervisor de Hora de aventura, trabajó en Sanjay y Craig y luego en Home: Las Aventuras de Tip y Oh. Además fue el director de Angry Birds 2: la película, de 2019, secuela de Angry Birds: la película.
Thurop es conocido también por responder a la mayoría del fanart hecho por sus fanáticos en el sitio web DeviantArt. Se encuentra dirigiendo la película en stop motion Black Forest, además de proveer arte conceptual para la adaptación cinematográfica de El principito, estrenada en 2015. También anunció a través de su cuenta de Twitter que escribirá una película sobre vikingos.
Su trabajo está inspirado por Gary Larson, Jim Henson, Stephen Hillenburg y su antiguo jefe Craig McCracken.

## Filmografía

### Cine
| Año  | Título                     | Papel           |
| ---- | -------------------------- | --------------- |
| 2015 | El principito              | Arte conceptual |
| 2019 | Angry Birds 2: la película | Director        |
| TBA  | Black Forest               | Director        |

### Televisión
| Año        | Título                                  | Papel                                                                    |
| ---------- | --------------------------------------- | ------------------------------------------------------------------------ |
| 2004       | Las chicas superpoderosas               | Escritor, artista de storyboard, director artístico                      |
| 2005       | La sombrías aventuras de Billy & Mandy  | Escritor, director artístico                                             |
| 2005–2007  | Camp Lazlo                              | Escritor, director artístico, director de guion gráfico                  |
| 2008–2010  | The Marvelous Misadventures of Flapjack | Creador, escritor, voz de Flapjack, cantante de fondo, voces adicionales |
| 2010–2011  | Adventure Time                          | Productor supervisor, escritor                                           |
| 2013–2016  | Sanjay and Craig                        | Productor supervisor, consultor                                          |
| 2016-2018  | Home: Las Aventuras de Tip y Oh         | Productor ejecutivo, voces adicionales                                   |
| 2019- 2022 | Amphibia                                | Agradecimientos especiales                                               |
| TBA        | North Woods                             | Creador                                                                  |

### Voces
| Año        | Título                                  | Papel                                          | Notas             |
| ---------- | --------------------------------------- | ---------------------------------------------- | ----------------- |
| 2008–2010  | The Marvelous Misadventures of Flapjack | Flapjack, cantante de fondo, voces adicionales | 46 episodios      |
| 2011–2015  | Hora de aventura                        | Kent, la Bruja Árbol, voces adicionales        | Algunos episodios |
| 2012–2016  | Gravity Falls                           | Li'l Gideon                                    | 9 episodios       |
| 2013–2016  | Sanjay y Craig                          | Voces adicionales                              | 8 episodios       |
| 2016-2018  | Home: Las Aventuras de Tip y Oh         | Voces adicionales                              | 1 episodio        |
| 2016       | Amphibia                                | Sprig Plantar                                  | Sólo en el Piloto |
| 2018- 2020 | El ascenso de las tortugas ninja        | Todd Capybara                                  | 7 episodios       |
| 2019       | Angry Birds 2: la película              | La Foca, un pato                               | Película          |
| 2023       | Kiff                                    | Louis                                          | 1 episodio        |